# Chordospartium stevensonii
Chordospartium stevensonii é uma espécie de legume da família Leguminosae.
Apenas pode ser encontrada na Nova Zelândia.
Esta espécie está ameaçada por perda de habitat.